# Rod Fanni
Rod Fanni (Martigues, 6 de dezembro de 1981) é um futebolista francês que atua como lateral-direito. Atualmente, joga pelo Impact de Montréal.

## Carreira
Fanni começou a carreira no FC Martigues.

## Títulos
Olympique de Marseille
- Copa da Liga Francesa: 2010-11